# Caribbomerus elongatus
Caribbomerus elongatus är en skalbaggsart som först beskrevs av Fisher 1932.  Caribbomerus elongatus ingår i släktet Caribbomerus och familjen långhorningar.
Artens utbredningsområde är Kuba. Inga underarter finns listade.